# Psammobatis extenta
Psammobatis extenta är en rockeart som först beskrevs av Garman 1913.  Psammobatis extenta ingår i släktet Psammobatis och familjen egentliga rockor. IUCN kategoriserar arten globalt som livskraftig. Inga underarter finns listade i Catalogue of Life.